# Dmitrij Czeryszew
Dmitrij Nikołajewicz Czeryszew (ros. Дмитрий Николаевич Черышев, ur. 11 maja 1969 w Niżnym Nowogrodzie) – rosyjski piłkarz, grający na pozycji napastnika, reprezentant WNP i Rosji.

## Kariera
Wychowanek szkoły sportowej "Torpedo" w Niżnym Nowogrodzie. W 1989 był zawodnikiem klubu Chimik Dzierżynsk, z którego trafił następnie do Lokomotiwu Niżny Nowogród. Przez 4 sezony grał w moskiewskim Dynamie, z którym zdobył Puchar Rosji w 1995. Rok po tym sukcesie wyjechał do Hiszpanii, w której spędził 6 lat, grając dla Sportingu Gijón i Burgos CF. Tam też, w wieku 33 lat zakończył karierę.
Na początku 1992 zaliczył trzy mecze w reprezentacji Wspólnoty Niepodległych Państw. Dwa lata później zadebiutował w rosyjskiej drużynie narodowej. Nigdy nie został jednak jej podstawowym graczem. Do 1998 zagrał 10 razy w barwach Rosji, strzelając 1 bramkę.